# Tianbian
Tianbian est un astérisme de l'astronomie chinoise, décrit dans le traité astronomique du Shi Shi qui recense les astérismes construits à partir des étoiles les plus brillantes. Tianbian se compose de neuf étoiles de luminosité contrastée, situées à cheval sur les constellations occidentales de l'Aigle et de l'Écu de Sobieski.

## Composition
Les étoiles de Tianbian ne sont pas toutes lumineuses, leur magnitude apparente s'étalant de 3,4 à 5,9. Elles forment cependant un groupe suffisamment compact pour pouvoir être identifiées. Celui-ci semble être composé de :
- λ Aquilae (magnitude apparente 3,4)
- 12 Aquilae (4,0)
- η Scuti (4,8)
- β Scuti (4,2)
- 5 Aquilae (5,9)
- R Scuti (5,4)
- ε Scuti (4,9)
- δ Scuti (4,7)
- α Scuti (3,8)

## Symbolique
Tianbian signifie littéralement « casque céleste » ; il symbolise l'autorité. Certaines sources l'identifient à des juges des transactions du marché céleste Tianshi situé immédiatement au nord-ouest.

## Astérismes associés
Si de nombreux astérismes situés dans le marché céleste Tianshi sont en rapport avec la cour de l'empereur (tels Dizuo, son trône, Hou un superviseur ou un astrologue, Huanzhe des administrateurs eunuques), d'autres sont plus manifestement en rapport avec le commerce, tels Hu, un autre étalon de mesure, Tusi, Bodu et Chesi, trois magasins (boucherie, vêtements et chariots, respectivement), et Liesi, une rue commerçante. À proximité de Tianshi, mais à l'extérieur de l'astérisme dont les étoiles symbolisent un mur d'enceinte, se trouvent d'autres astérismes comme, outre Tianbian, Dongxian et Xixian, un palais de justice servant à juger les vendeurs malhonnêtes, et Fa, un fouet destiné à punir les tricheurs, et, plus au nord, Tianji, une structure administrative en rapport avec le commerce.

## Référence
- (en) Sun Xiaochun et Jakob Kistemaker, The Chinese sky during the Han, New York, Éditions Brill, 1997, 247 p. (ISBN 9004107371), page 150.